# 马溶之
马溶之（1908年11月25日—1976年4月2日），男，直隶（今河北）定县人，中国土壤地理学家，曾任第三届全国人大代表。